# Edmund Germer
Edmund Germer (Berlino, 24 agosto 1901 – 10 agosto 1987) è stato un inventore tedesco.

## Biografia
Edmund Germer studiò fisica a Berlino e a Rostock. Più tardi, dal 1925, fu capo dei fisici presso la neofondata Rectron GmbH.
Germer è considerato il padre della lampada fluorescente, proponendo nel 1926 di aumentare la pressione all'interno del tubo e di rivestire l'interno del medesimo con una sostanza fosforescente, che trasformasse in luce visibile i raggi ultravioletti.
In quello stesso anno egli pubblicò, insieme agli scienziati Friedrich Meyer e Hans Spanner, una descrizione di come attraverso un preriscaldamento degli elettrodi si potesse ottenere un'accensione con valori di tensione elettrica più bassi. Il 19 dicembre 1927 essi ottennero il brevetto americano n. 2182732 e il 5 dicembre 1930, il brevetto americano n. 2202199 per il suo Discharge device. Entrambi i brevetti furo successivamente acquistati dalla General Electric.
Nel 1938 gli nacque il figlio Helmut Germer. Dopo la seconda guerra mondiale fu invitato dalla Engelhard Corporation di Newark, nel New Jersey, a proseguire le sue ricerche presso Hanovia. Nel 1951 egli portò negli Stati Uniti anche la moglie e il figlio. Tra il 1926 e il 1952 egli ottenne 22 brevetti negli USA e 30 in Germania.